# Ipomoea concolora
Ipomoea concolora là một loài thực vật có hoa trong họ Bìm bìm. Loài này được (Matuda) D.F. Austin mô tả khoa học đầu tiên năm 1977.